# Alamo (Californië)
Alamo is een plaats (census-designated place) in Contra Costa County in Californië in de VS.

## Geografie
De totale oppervlakte bedraagt 53,3 km² (20,6 mijl²), wat allemaal land is.

## Demografie
Volgens de census van 2000 bedroeg de bevolkingsdichtheid 293,3/km² (759,5/mijl²) en het totale bevolkingsaantal 15.626 als volgt onderverdeeld naar etniciteit:
- 90,36% blanken
- 0,47% zwarten of Afrikaanse Amerikanen
- 0,22% inheemse Amerikanen
- 5,98% Aziaten
- 0,12% mensen afkomstig van eilanden in de Grote Oceaan
- 0,64% andere
- 2,21% twee of meer rassen
- 3,94% Spaans of Latino

Er waren 5406 gezinnen en 4573 in Alamo. De gemiddelde gezinsgrootte bedroeg 2,87.

## Plaatsen in de nabije omgeving
De onderstaande figuur toont nabijgelegen plaatsen in een straal van 16 km rond Alamo.

## Overleden
- Ralph James (1920-1973), wetenschapper